# Didier Ovono
Didier Janvier Ovono Ebang (Port-Gentil, 23 de janeiro de 1983) é um ex -futebolista profissional gabonense que atuava como goleiro.

## Seleção
Didier Ovono fez parte do elenco da Seleção Gabonense de Futebol da Olimpíadas de 2012. Nas campanhas das Copa Africana de Nações de 2010, 2012, 2015 e 2017 foi o goleiro titular.
Detém o recorde do maior numero de jogos disputadas, com 112 partidas, sendo um dos jogadores que mais representou uma seleção africana na história.